# 애플비인웨스트멀런드

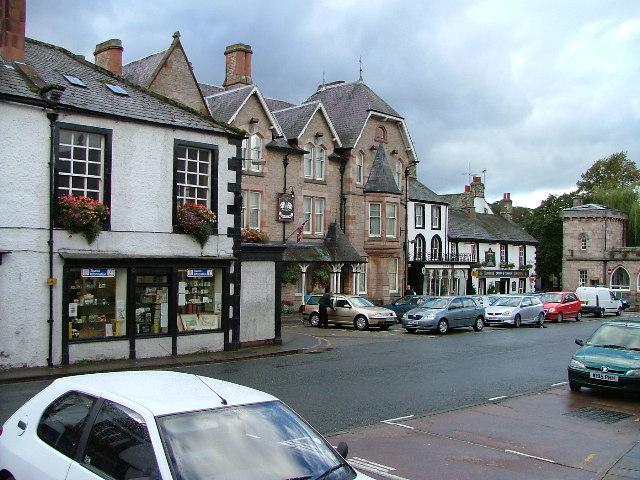
애플비인웨스트멀런드

애플비인웨스트멀런드(Appleby-in-Westmorland)는 잉글랜드 컴브리아주의 도시로, 인구는 2,862명이다.